# Delirium World Tour
Delirium World Tour es la tercera gira mundial de la cantante británica Ellie Goulding, en apoyo de su tercer álbum de estudio, Delirium. Comienza el 21 de enero de 2016, en Hamburgo, Alemania, en el National Indoor Arena y continuará a lo largo de América del Norte y Europa antes de concluir el 21 de junio de 2016, en la ciudad de Nueva York, Estados Unidos en el Madison Square Garden.

## Antedecentes
En octubre del 2015 Goulding anunció las fechas europeas de su gira, y más tarde anuncio para América del Norte.

## Acto de apertura
- Sara Hartman (Europa)
- John Newman (Reino Unido)
- LANG (Reino Unido)
- Years & Years (Norteamérica)

## Lista de canciones
1. «Intro (Delirium)»
2. «Aftertaste»
3. «Holding On For Life»
4. «Goodness Gracious»
5. «We Can't Move To This»
6. «Outside»
7. «Around U»
8. «Devotion»
9. «I Do What I Love (Video Interlude)»
10. «Keep On Dancin»
11. «Don't Need Nobody»
12. «Heal (Dance Interlude)»
13. «Explosions»
14. «My Blood»
15. «Army»
16. «Lost and Found»
17. «Figure 8»
18. «On My Mind»
19. «Codes»
20. «Don't Panic»
21. «Something in the Way You Move»
22. «I Need Your Love»
23. «Burn»
24. «Anything Could Happen»
25. «Love Me Like You Do»

## Fechas
| Día                      | Ciudad           | País            | Lugar                                         | Acto de Apertura             | Tickets         | Ingreso    |
| Europa                   | Europa           | Europa          | Europa                                        | Europa                       | Europa          | Europa     |
| ------------------------ | ---------------- | --------------- | --------------------------------------------- | ---------------------------- | --------------- | ---------- |
| 21 de enero de 2016      | Hamburg          | Alemania        | Barclaycard Arena                             | Sara Hartman                 | 5 264 / 7 366   | $222 963   |
| 22 de enero de 2016      | Berlín           | Alemania        | Pabellón Max Schmeling                        | Sara Hartman                 | —               | —          |
| 23 de enero de 2016      | Varsovia         | Polonia         | Torwar Hall                                   | Sara Hartman                 | —               | —          |
| 25 de enero de 2016      | Fráncfort        | Alemania        | Jahrhunderthalle                              | Sara Hartman                 | —               | —          |
| 26 de enero de 2016      | Ámsterdam        | Países Bajos    | Ziggo Dome                                    | Sara Hartman                 | —               | —          |
| 27 de enero de 2016      | Stuttgart        | Alemania        | Porsche-Arena                                 | Sara Hartman                 | —               | —          |
| 29 de enero de 2016      | Viena            | Austria         | Wiener Stadthalle                             | Sara Hartman                 | —               | —          |
| 30 de enero de 2016      | Praga            | República Checa | O2 Arena                                      | Sara Hartman                 | —               | —          |
| 1 de febrero de 2016     | Milán            | Italia          | Mediolanum Forum                              | Sara Hartman                 | —               | —          |
| 2 de febrero de 2016     | Múnich           | Alemania        | Olympiahalle                                  | Sara Hartman                 | —               | —          |
| 5 de febrero de 2016     | Barcelona        | España          | Sant Jordi Club                               | Sara Hartman                 | —               | —          |
| 6 de febrero de 2016     | Madrid           | España          | Palacio de Vistalegre                         | Sara Hartman                 | —               | —          |
| 9 de febrero de 2016     | Amberes          | Bélgica         | Sportpaleis                                   | Sara Hartman                 | 19 699 / 20 151 | $812 320   |
| 25 de febrero de 2016    | París            | Francia         | Le Zénith                                     | Sara Hartman                 | —               | —          |
| 26 de febrero de 2016    | Oberhausen       | Alemania        | König Pilsener Arena                          | Sara Hartman                 | —               | —          |
| 28 de febrero de 2016    | Zúrich           | Suiza           | Hallenstadion                                 | Sara Hartman                 | 9 509 / 11 450  | $529 564   |
| 29 de febrero de 2016    | Esch-sur-Alzette | Luxemburgo      | Rockhal                                       | Sara Hartman                 | —               | —          |
| 3 de marzo de 2016       | Estocolmo        | Suecia          | Globen Arena                                  | Sara Hartman                 | —               | —          |
| 4 de marzo de 2016       | Oslo             | Noruega         | Telenor Arena                                 | Sara Hartman                 |                 |            |
| 5 de marzo de 2016       | Copenhague       | Dinamarca       | Royal Arena                                   | Sara Hartman                 | —               | —          |
| 8 de marzo de 2016       | Cardiff          | Reino Unido     | Motorpoint Arena Cardiff                      | John Newman LANY             | —               | —          |
| 10 de marzo de 2016      | Liverpool        | Reino Unido     | Echo Arena                                    | John Newman LANY             | —               | —          |
| 12 de marzo de 2016      | Sheffield        | Reino Unido     | Sheffield Arena                               | John Newman LANY             | —               | —          |
| 13 de marzo de 2016      | Nottingham       | Reino Unido     | Capital FM Arena                              | John Newman LANY             | —               | —          |
| 15 de marzo de 2016      | Leeds            | Reino Unido     | First Direct Arena                            | John Newman LANY             | —               | —          |
| 16 de marzo de 2016      | Newcastle        | Reino Unido     | Metro Radio Arena                             | John Newman LANY             | —               | —          |
| 18 de marzo de 2016      | Glasgow          | Reino Unido     | The SEE Hydro                                 | John Newman LANY             | 12 057 / 12 277 | $607 436   |
| 19 de marzo de 2016      | Mánchester       | Reino Unido     | Manchester Arena                              | John Newman LANY             | 13 748 / 15 377 | $696 287   |
| 21 de marzo de 2016      | Birmingham       | Reino Unido     | National Indoor Arena                         | John Newman LANY             | —               | —          |
| 24 de marzo de 2016      | Londres          | Reino Unido     | The O2 Arena                                  | John Newman LANY             | 28 654 / 30 594 | $1 474 630 |
| 25 de marzo de 2016      | Londres          | Reino Unido     | The O2 Arena                                  | John Newman LANY             | 28 654 / 30 594 | $1 474 630 |
| Norteamérica             |                  |                 |                                               |                              |                 |            |
| 1 de abril de 2016       | Vancouver        | Canadá          | Rogers Arena                                  |                              | —               | —          |
| 2 de abril de 2016       | Seattle          | Estados Unidos  | KeyArena                                      | —                            | —               |            |
| 3 de abril de 2016       | Portland         | Estados Unidos  | Moda Center                                   | —                            | —               |            |
| 5 de abril de 2016       | Sacramento       | Estados Unidos  | Complejo centro de convenciones de Sacramento | Bebe Rexha The Knocks Broods | —               | —          |
| 6 de abril de 2016       | San José         | Estados Unidos  | SAP Center                                    | Bebe Rexha The Knocks Broods | —               | —          |
| 8 de abril de 2016       | Los Ángeles      | Estados Unidos  | Staples Center                                | Bebe Rexha The Knocks Broods | 11 304 / 11 304 | $605 350   |
| 9 de abril de 2016       | Las Vegas        | Estados Unidos  | Mandalay Bay Events Center                    | Bebe Rexha The Knocks Broods | —               | —          |
| 12 de abril de 2016      | Broomfield       | Estados Unidos  | 1stBank Center                                | Bebe Rexha The Knocks Broods | —               | —          |
| 13 de abril de 2016      | West Valley City | Estados Unidos  | Maverik Center                                | Bebe Rexha The Knocks Broods | 5 421 / 10 441  | $324 971   |
| 15 de abril de 2016      | Indio            | Estados Unidos  | Empire Polo Club                              | Festival                     | Festival        | Festival   |
| 16 de abril de 2016      | Phoenix          | Estados Unidos  | Comerica Theatre                              | Bebe Rexha The Knocks Broods | —               | —          |
| 18 de abril de 2016      | Grand Prairie    | Estados Unidos  | Verizon Theatre at Grand Prairie              | Bebe Rexha The Knocks Broods | —               | —          |
| 19 de abril de 2016      | Cedar Park       | Estados Unidos  | Cedar Park Center                             | Bebe Rexha The Knocks Broods | 5 296 / 5 858   | $244 788   |
| 22 de abril de 2016      | Indio            | Estados Unidos  | Empire Polo Club                              | Festival                     | Festival        | Festival   |
| 23 de abril de 2016      | San Diego        | Estados Unidos  | Viejas Arena                                  | Bebe Rexha The Knocks Broods | —               | —          |
| 5 de mayo de 2016        | Saint Paul       | Estados Unidos  | Xcel Energy Center                            | Bebe Rexha The Knocks Broods | —               | —          |
| 6 de mayo de 2016        | Rosemont         | Estados Unidos  | Allstate Arena                                | Bebe Rexha The Knocks Broods | 8 051 / 10 000  | $439,765   |
| 7 de mayo de 2016        | Cleveland        | Estados Unidos  | Wolstein Center                               | Bebe Rexha The Knocks Broods | —               | —          |
| 9 de mayo de 2016        | Ypsilanti        | Estados Unidos  | Convocation Center                            | Bebe Rexha The Knocks Broods | —               | —          |
| 10 de mayo de 2016       | Columbus         | Estados Unidos  | Lifestyle Communities Pavilion                | Bebe Rexha The Knocks Broods | 5 200 / 5 200   | $205 400   |
| 11 de mayo de 2016       | Bethlehem        | Estados Unidos  | Sands Casino Resort Bethlehem                 | Bebe Rexha The Knocks Broods | —               | —          |
| 13 de mayo de 2016       | Pittsburgh       | Estados Unidos  | Stage AE                                      | Bebe Rexha The Knocks Broods | —               | —          |
| 14 de mayo de 2016       | Indianápolis     | Estados Unidos  | Parque estatal White River                    | Bebe Rexha The Knocks Broods | —               | —          |
| 16 de mayo de 2016       | Saint Louis      | Estados Unidos  | Chaifetz Arena                                | Bebe Rexha The Knocks Broods | —               | —          |
| 17 de mayo de 2016       | Bonner Springs   | Estados Unidos  | Sleep Train Amphitheatre                      | Bebe Rexha The Knocks Broods | —               | —          |
| 18 de mayo de 2016       | Oklahoma City    | Estados Unidos  | Zoo Amphitheatre                              | Bebe Rexha The Knocks Broods | —               | —          |
| 20 de mayo de 2016       | Rogers           | Estados Unidos  | Walmart Arkansas Music Pavilion               | Bebe Rexha The Knocks Broods | —               | —          |
| 21 de mayo de 2016       | Houston          | Estados Unidos  | Toyota Center                                 | Bebe Rexha The Knocks Broods | —               | —          |
| Europa                   |                  |                 |                                               |                              |                 |            |
| 29 de mayo de 2016       | Exeter           | Reino Unido     | Powderham Castle                              | Festival                     | Festival        | Festival   |
| Norteamérica             |                  |                 |                                               |                              |                 |            |
| 2 de junio de 2016       | Tampa            | Estados Unidos  | St. Pete Times Forum                          | Years & Years Cedric Gervais | 6 004 / 9 758   | $216 810   |
| 3 de junio de 2016       | Miami            | Estados Unidos  | AmericanAirlines Arena                        | Years & Years Cedric Gervais | —               | —          |
| 4 de junio de 2016       | Orlando          | Estados Unidos  | CFE Arena                                     | Years & Years Cedric Gervais | —               | —          |
| 6 de junio de 2016       | Alpharetta       | Estados Unidos  | Verizon Wireless Amphitheatre at Encore Park  | Years & Years Cedric Gervais | —               | —          |
| 7 de junio de 2016       | Charleston       | Estados Unidos  | Volvo Cars Stadium                            | Years & Years Cedric Gervais | 4 641 / 5 596   | $192 697   |
| 9 de junio de 2016       | Charlotte        | Estados Unidos  | PNC Music Pavilion                            | Years & Years Cedric Gervais | —               | —          |
| 10 de junio de 2016      | Raleigh          | Estados Unidos  | Red Hat Amphitheater                          | Years & Years Cedric Gervais | —               | —          |
| 13 de junio de 2016      | Columbia         | Estados Unidos  | Merriweather Post Pavilion                    | Years & Years Cedric Gervais | —               | —          |
| 14 de junio de 2016      | Hopewell         | Estados Unidos  | Marvin Sands Performing Arts Center           | Years & Years Cedric Gervais | —               | —          |
| 15 de junio de 2016      | Boston           | Estados Unidos  | TD Garden                                     | Years & Years Cedric Gervais | —               | —          |
| 18 de junio de 2016      | Montreal         | Canadá          | Centre Bell                                   | Years & Years Cedric Gervais | 6 494 / 7 379   | $280 274   |
| 19 de junio de 2016      | Toronto          | Canadá          | Air Canada Centre                             | Years & Years Cedric Gervais | 10 478 / 10 500 | $451 600   |
| 21 de junio de 2016      | New York         | Estados Unidos  | Madison Square Garden                         | Years & Years Cedric Gervais | —               | —          |
| Europa                   |                  |                 |                                               |                              |                 |            |
| 26 de junio de 2016      | Pilton           | Reino Unido     | Worthy Farm                                   | Festival                     | Festival        | Festival   |
| 28 de junio de 2016      | Belfast          | Irlanda         | Custom House Square                           | Festival                     | Festival        | Festival   |
| 30 de junio de 2016      | Werchter         | Bélgica         | Festival Park                                 | Festival                     | Festival        | Festival   |
| 1 de julio de 2016       | Arrás            | Francia         | Citadelle d'Arras                             | Festival                     | Festival        | Festival   |
| 7 de julio de 2016       | Novi Sad         | Serbia          | Fortaleza de Petrovaradin                     | Festival                     | Festival        | Festival   |
| Norteamérica             |                  |                 |                                               |                              |                 |            |
| 31 de julio de 2016      | Chicago          | Estados Unidos  | Grant Park                                    | Festival                     | Festival        | Festival   |
| Oceanía                  |                  |                 |                                               |                              |                 |            |
| 29 de septiembre de 2016 | Christchurch     | Nueva Zelanda   | Horncastle Arena                              |                              | —               | —          |
| 1 de octubre de 2016     | Auckland         | Nueva Zelanda   | Vector Arena                                  | —                            | —               |            |
| 5 de octubre de 2016     | Brisbane         | Australia       | Riverstage                                    | Asta                         | —               | —          |
| 7 de octubre de 2016     | Sídney           | Australia       | Qudos Bank Arena                              | Asta                         | —               | —          |
| 8 de octubre de 2016     | Melbourne        | Australia       | Rod Laver Arena                               | Asta                         | —               | —          |

## Fechas canceladas
| Día                   | Ciudad     | País      | Lugar                         | Razón                     |
| --------------------- | ---------- | --------- | ----------------------------- | ------------------------- |
| 15 de julio de 2016   | Salacgrīva | Letonia   | Riga Bay                      | Problemas de salud        |
| 16 de julio de 2016   | Joensuu    | Finlandia | Laulurinne                    | Problemas de salud        |
| 10 de octubre de 2016 | Adelaida   | Australia | Adelaide Entertainment Centre | Conflicto de programación |
| 12 de octubre de 2016 | Perth      | Australia | Perth Arena                   | Conflicto de programación |